# Pití

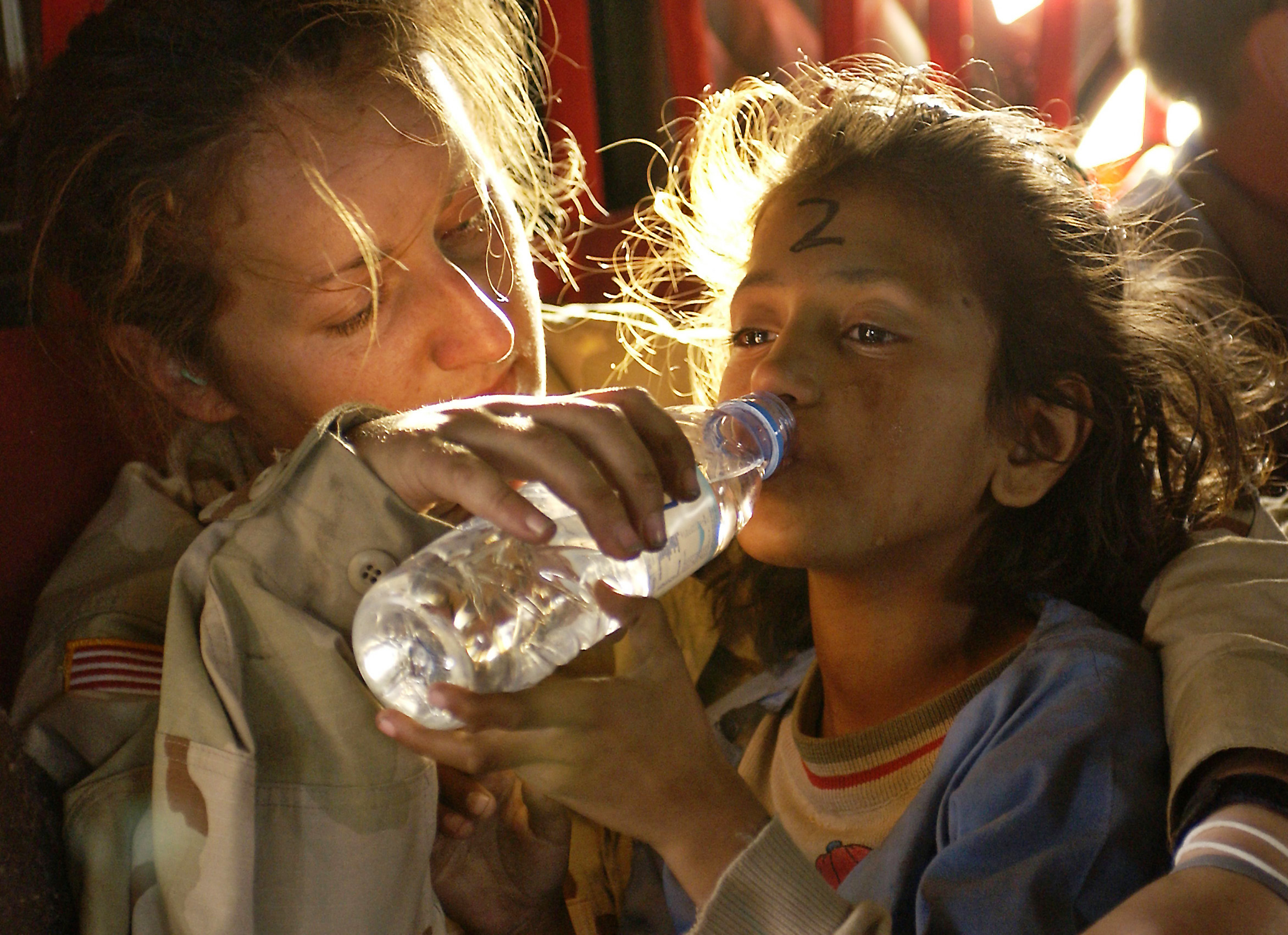
Pijící dítě během humanitární pomoci

Pití je akt konzumace kapaliny ústy. Voda je zcela nezbytná pro správné fungování lidského organismu a její nedostatek vyvolává celou řadu zdravotních problémů. Termín „pití“ je také spojován s požíváním alkoholických nápojů.

## Fyziologie
Pro normální, fyziologické fungování lidského těla je nutné dodržovat pitný režim. Minimální denní příjem vody by neměl klesnout pod hranici dvou litrů. Je nutno zohlednit fyzickou aktivitu, počasí a také druh přijímané potravy (obzvláště příjem soli). Absolutní denní minimum je asi 1,6 litru vody (cca 600 ml odchází v moči, 200 ml stolicí a 800 ml tělo ztrácí pocením a plícemi).[zdroj⁠?!] Doporučených 1 l až 2 l vody není bezpodmínečně nutné vypít, jelikož voda se nachází i v potravinách. Pro zachování zdraví se to ale doporučuje.
Pocit vyvolaný dehydratací těla je nazýván „žízní“. Pocit žízně se projevuje vyschlými ústy a velice silnou touhou po napití. Pocit žízně vyvolává hypothalamus, reagující na tělesné změny na úrovni elektrolytů a také na hustotu krve obíhající krevním řečištěm.
Příjem potravy by se ale měl obejít bez pití (nejlépe od 30 minut před do 30 minut po jídle), aby se trávicí enzymy nezředily a neovlivnilo tak trávení.

## Vodní hospodářství těla a s tím související nemoci
Polydipsie je lékařský termín pro neúměrné přijímání tekutin. Polydipsie může být známkou různých chorob. (diabetes mellitus, diabetes insipidus, a některé psychiatrické nemoci).
Je spousta nemocí způsobená nedostatkem pitné vody, a to převážně v zemích třetího světa. Nedostatek vody v organismu může způsobit smrt hypernatremií následkem dehydratace, zvláště pokud se tělo hodně potí (např. při horečce)
Jiný, avšak stejně nebezpečný stav může nastat u vrcholových sportovců, kteří nadměrně pijí, a tím narušují rovnováhu solí v těle.

## Nádoby, ze kterých se pije
Nádoby, ze kterých se pije, jsou sklenice, poháry, láhve, hrnky, v některých případech dokonce mísy.
Nejjednodušší je pití z lahví opatřených dudlíkem, případně víčkem s tryskou. Proto jsou tyto lahve užitečné pro děti, používané pro starce a některé nemohoucí. Pokud pacient není schopen jíst a pít vůbec, je možné podávat výživu enterálně a parenterálně.

## Alkohol
Termín „pití“ je také používán jako eufemizmus pro požívání alkoholických nápojů. Žízní také nazývají alkoholici svou potřebu etanolu obsaženého v některých nápojích.